# Walter Novak
Walter Novak (1957 Dačice – 25. května 2025) byl českoamerický fotograf.

## Život a dílo
Nejprve pracoval jako fotograf v Brně. V sedmdesátých a osmdesátých letech spolupracoval s hudebními skupinami Arakain, Synkopy a The Plastic People of the Universe. V roce 1991 se odstěhoval do Clevelandu ve Spojených státech. Po nesnadných začátcích se v novém prostředí vypracoval a v roce 1998 získal místo stálého fotografa v magazínu Cleveland Scene, pro který fotografoval muzikanty a hudební skupiny (např. KISS, Metallica, R.E.M., Rolling Stones, U2), sport a zpravodajství a kde získal celou řadu ocenění. Věnoval se však také fotografování krajiny a portrétů. Jeho snímky otiskla řada prestižních periodik, např. The Boston Globe, Cleveland Magazine, Der Spiegel, The New York Times a Revolver ve Spojených státech nebo Sunday Mirror a The Telegraph ve Velké Británii.
V roce 2008 se přestěhoval do Prahy, kde působil jako fotograf a fotografický editor v anglicky tištěném týdeníku The Prague Post. V roce 2014 odjel zpět do Clevelandu, kde fotografoval pro Cleveland Magazine. V roce 2018 se vrátil do Brna.

### Publikace
- NOVAK, Walter. Music legends. New York: Walter Novak, 2018. ISBN 978-80-270-5829-7.

### Výstavy
- 2004 – Hello, Cleveland! – Western Reserve Historical Society, Cleveland
- 2007 – Legendy rock'n'rollu objektovem Waltera Novaka – Galerie HaDivadlo, Brno
- 2015 – He's Back – Space:ROCK Gallery, Cleveland
- 2015 – He's Back 2 – Bop Stop Music Club, Cleveland
- Stálá expozice v Sono Music Centrum, Brno